# 徐富癸
徐 富癸（じょ ふき、シュー フーグイ、1970年〈民国59年〉10月29日 - ）は、中華民国（台湾）の記者、政治家。民主進歩党所属の立法委員。

## 経歴
元立法委員、元屏東県長の潘孟安の業務処主任、県長室主任、屏東県政府秘書を歴任した。
2024年の第11回立法委員選挙では、蘇震清が汚職の罪により立候補する資格を失ったため、民進党から屏東県第二選挙区の候補者に指名された。選挙の結果、国民党の支援を受けた蘇震清の息子である蘇孟淳を破り、初当選した。

## 選挙記録
| 年度 | 選挙               | 選挙区           | 所属政党   | 得票数  | 得票率 | 当選 | 注釈 |
| ---- | ------------------ | ---------------- | ---------- | ------- | ------ | ---- | ---- |
| 2024 | 第11回立法委員選挙 | 屏東県第二選挙区 | 民主進歩党 | 108,923 | 53.38% |      |      |